# Ван дер Грифт, Хенк
Хенк ван дер Грифт (нидерл. Henk van der Grift; 25 декабря 1935, Брёкелен, провинция Утрехт) — нидерландский конькобежец. Чемпион мира в классическом многоборье 1961 года, серебряный призёр чемпионата мира 1962 года и серебряный призёр чемпионата Европы 1961 года.

## Биография
Участвовал в чемпионатах Нидерландов с 1955 по 1962 год.
На Зимних Олимпийских играх 1960 года в Скво-Велли участвовал на двух дистанциях. Стал 10-м на 500 метров, а на дистанции 1500 м упал.
В 1961 году на чемпионате Европы в Хельсинки занял второе место, проиграв Виктору Косичкину. На чемпионате мира в Гётеборге в том же году выиграл, опередив Косичкина по сумме многоборья на 16 сотых очка.
В 1962 году стал чемпионом Нидерландов в классическом многоборье. На чемпионате Европы занял 4-е место. На чемпионате мира, состоявшемся в Москве, стал вторым, где опять проиграл Косичкину.